# 神楽岡公園

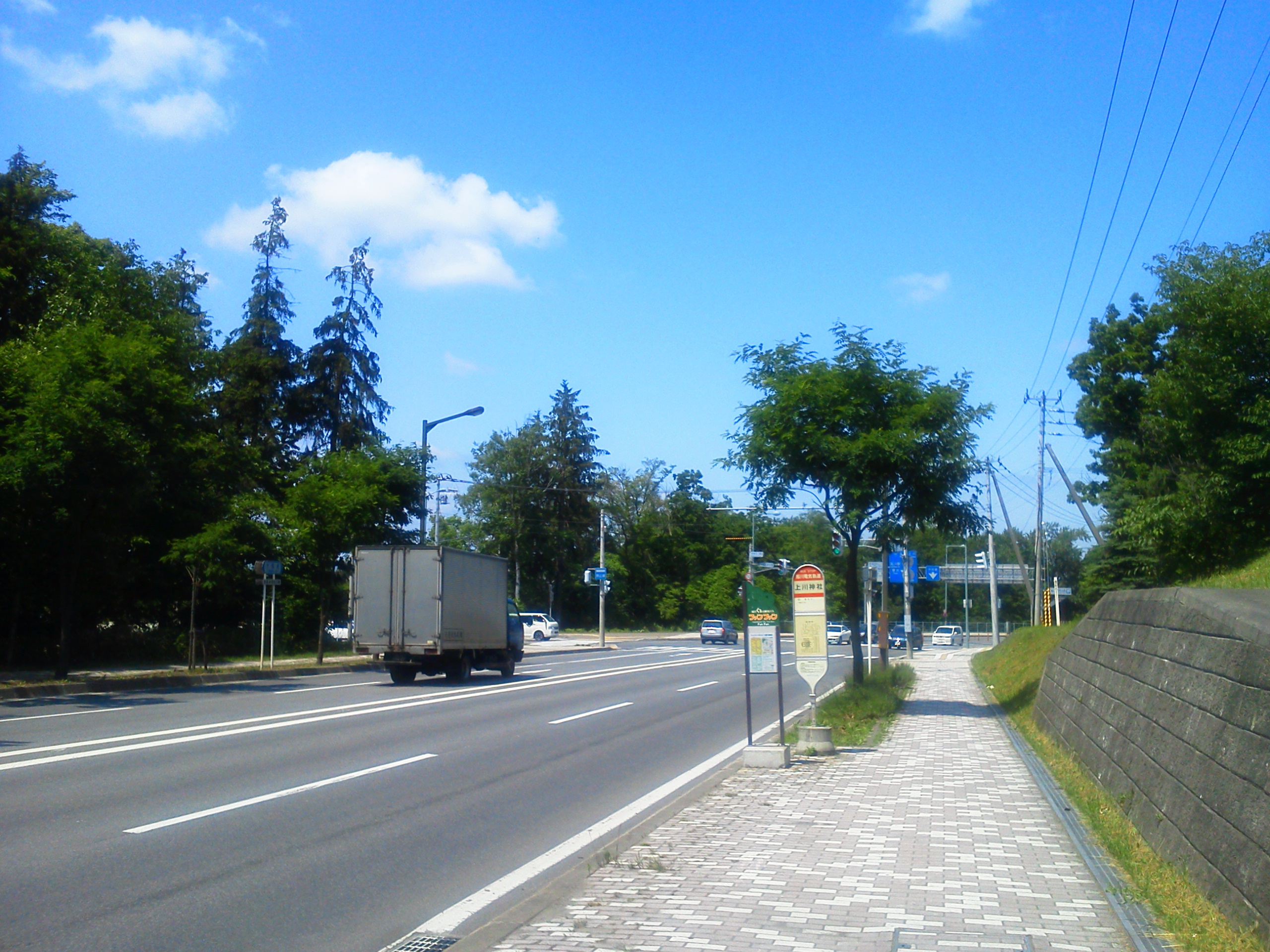
上川神社バス停（2011年7月）

神楽岡公園（かぐらおかこうえん）は、北海道旭川市にある公園・地名。

## 概要
旭川市中心部から南東約3 km、上川離宮予定地であった神楽岡の丘陵地に位置し、市道神楽岡通線（ロマンティック街道、プラタナス通）と忠別川左岸の間に広がり、一部は市道大雪通によって分断されている。
緑のセンター付近にあるサクラが旭川の標本木となっていたが、2020年から旭川地方気象台構内の木に変更された。

## 歴史
- 1914年（大正03年）：神楽岡の御料林を帝室林野局から借用し開園。
- 1923年（大正12年）：公園用地として払い下げを受ける。
- 1924年（大正13年）：上川神社を宮下通21丁目から移設[5]。
- 1926年（大正15年）：園路、広場を造成。エゾヤマザクラ（オオヤマザクラ）1,000本を植栽。
- 1949年（昭和24年）：公園として都市計画決定[3]。
- 1987年（昭和62年）：公園全体を「都市緑化植物園区域」、「自然生態観察公園区域」、「一般公園区域」に区分して整備開始[3]。
- 1997年（平成09年）：整備完了[3]。

## 施設
- 上川神社
  - 旭川天満宮
- 緑のセンター
- 自然林休憩所
- 少年キャンプ場
- 自由広場
- 野鳥の池
- 歩くスキーコース（3 km）

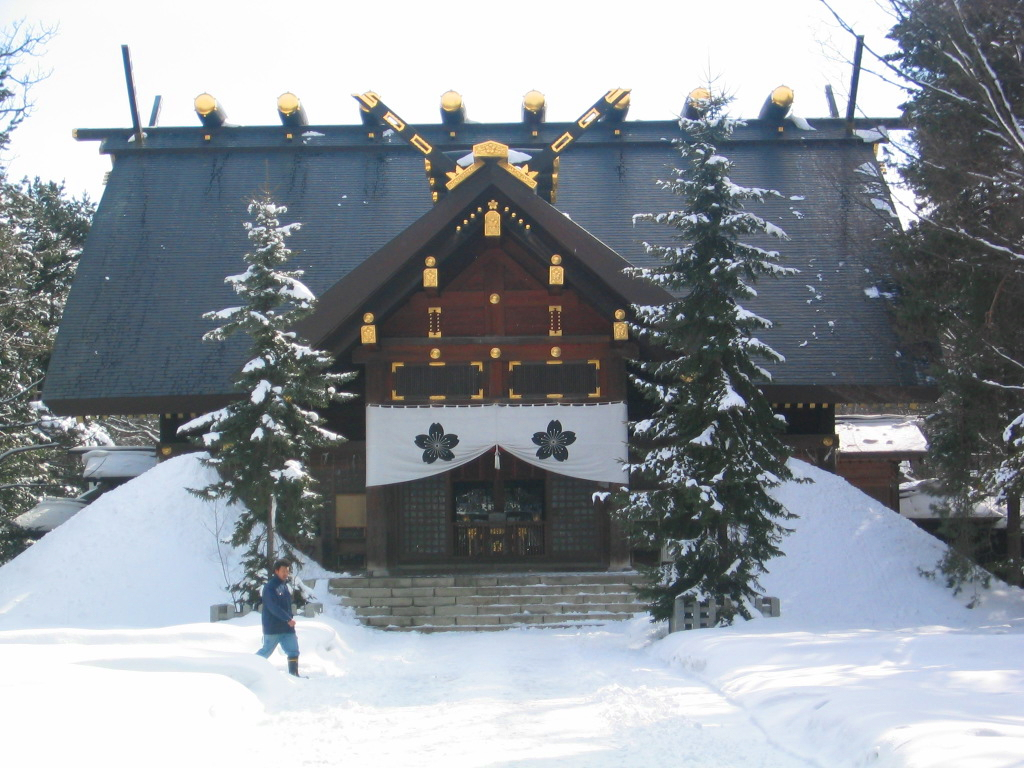
上川神社（2010年3月）
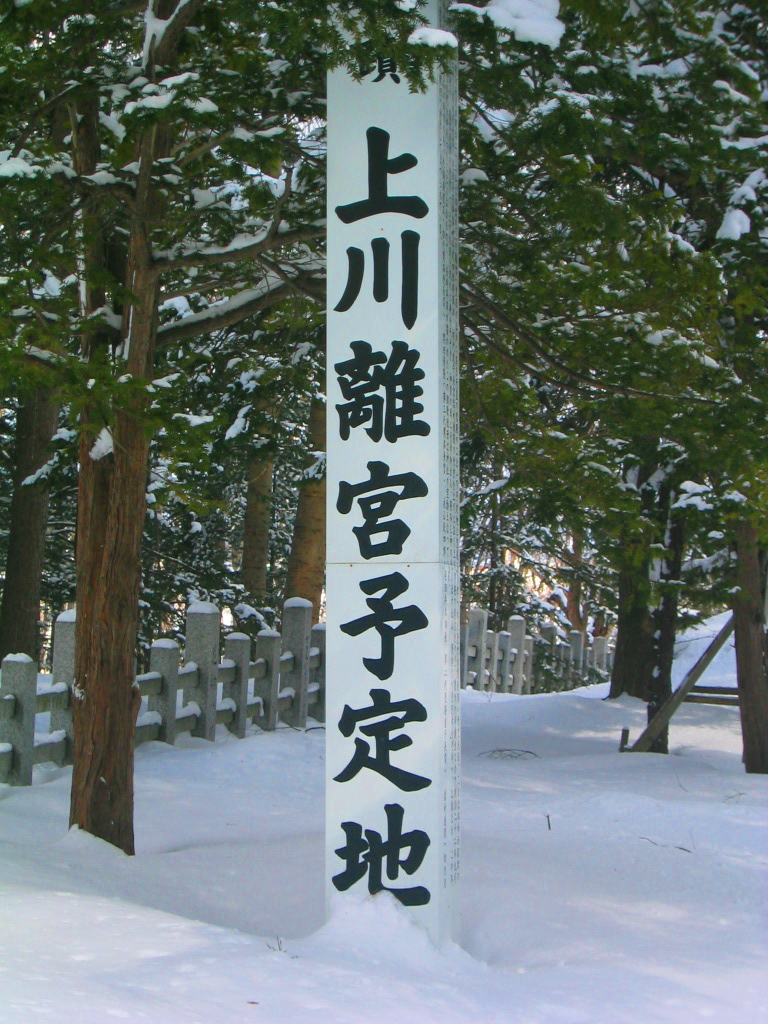
上川離宮予定地の標柱（2010年3月）

## 碑
- 福神碑
- 報恩の碑
- 上川離宮予定地の跡[6]
- 神楽岡の碑
- 敦賀谷夢楽句碑

## 参考資料
- “神楽岡公園散策マップ” (PDF).   旭川市公園緑地協会 (2010年). 2015年9月8日閲覧。
- “旭川市緑のセンター” (PDF).   旭川市公園緑地協会 (2012年). 2015年9月8日閲覧。
- 成田一芳、塩田惇. 旭川市神楽岡公園とその周辺の植物 (PDF). 旭川市博物館 (Report). 2017年7月2日閲覧。